# ساول سولومون
ساول سولومون (بالإنجليزية: Saul Solomon)‏ هو شخصية أعمال جنوب أفريقي، ولد في 25 مايو 1817 في سانت هيلينا في المملكة المتحدة، وتوفي في 16 أكتوبر 1892 في المملكة المتحدة.